# Colovrex
Colovrex est une localité qui fait partie de la commune de Bellevue, dans le canton de Genève, en Suisse.
Dans l'année de fondation du Comité international de la Croix-Rouge, nommé Comité international de secours aux blessés en cas de guerre, de grandes facilités ont été offertes aux convalescents pour le rétablissement de leur santé. Les trois établissements de Miolan ont alors reçu des enfants des deux sexes, dont la Grange Falquet était affecté aux jeunes garçons, la Pension de Tournay aux jeunes filles, et alors Bessinges et Colovrex aux adultes .